# گوادالوپ-گوئرا (تگزاس)
گوادالوپ-گوئرا (به انگلیسی: Guadalupe-Guerra) یک منطقهٔ مسکونی در ایالات متحده آمریکا است که در تگزاس واقع شده‌است. گوادالوپ-گوئرا ۳۷ نفر جمعیت دارد.